# Eleições legislativas portuguesas de 1999 no distrito de Coimbra
| Eleições legislativas portuguesas de 1999 Distritos: Aveiro \| Beja \| Braga \| Bragança \| Castelo Branco \| Coimbra \| Évora \| Faro \| Guarda \| Leiria \| Lisboa \| Portalegre \| Porto \| Santarém \| Setúbal \| Viana do Castelo \| Vila Real \| Viseu \| Açores \| Madeira \| Estrangeiro |

## Resultados por Concelho
Os resultados nos concelhos do Distrito de Coimbra foram os seguintes:

### Arganil
| Partido                 | Partido                        | Votos  | %               | +/-  |
| ----------------------- | ------------------------------ | ------ | --------------- | ---- |
|                         | Partido Social Democrata       | 3 606  | 45,16 / 100,00  | 2,93 |
|                         | Partido Socialista             | 3 494  | 43,76 / 100,00  | 2,72 |
|                         | Partido Popular                | 377    | 4,72 / 100,00   | 0,32 |
|                         | Coligação Democrática Unitária | 147    | 1,84 / 100,00   | 0,59 |
|                         | Outros                         | 165    | 2,06 / 100,00   |      |
| Votos Inválidos         | Votos Inválidos                | 196    | 2,45 / 100,00   | 0,21 |
| Total                   | Total                          | 7 985  | 100,00 / 100,00 |      |
| Eleitorado/Participação | Eleitorado/Participação        | 12 185 | 65,53 / 100,00  | 4,64 |

| Freguesia               | %     | %     | %    | %    | Votantes |
| Freguesia               | PSD   | PS    | PP   | CDU  | Votantes |
| ----------------------- | ----- | ----- | ---- | ---- | -------- |
| Anceriz                 | 33,77 | 56,49 | 2,60 | 2,60 | 154      |
| Arganil                 | 43,10 | 43,14 | 6,19 | 2,33 | 2 100    |
| Barril de Alva          | 50,38 | 38,85 | 2,69 | 2,31 | 260      |
| Benfeita                | 48,84 | 45,64 | 2,91 | 0,87 | 344      |
| Celavisa                | 34,48 | 49,75 | 7,39 | 3,45 | 203      |
| Cepos                   | 38,28 | 46,09 | 6,25 | 3,91 | 128      |
| Cerdeira                | 50,00 | 43,09 | 1,63 | 1,63 | 246      |
| Coja                    | 35,21 | 56,27 | 3,61 | 1,40 | 997      |
| Folques                 | 32,90 | 57,42 | 2,90 | 0,97 | 310      |
| Moura da Serra          | 55,71 | 38,57 | 1,43 | 2,14 | 140      |
| Piódão                  | 53,33 | 38,18 | 3,03 | 3,03 | 165      |
| Pomares                 | 49,43 | 37,71 | 3,14 | 2,00 | 350      |
| Pombeiro da Beira       | 59,47 | 30,83 | 4,38 | 0,94 | 639      |
| São Martinho da Cortiça | 53,32 | 35,63 | 5,65 | 1,00 | 797      |
| Sarzedo                 | 58,00 | 28,07 | 6,96 | 1,86 | 431      |
| Secarias                | 23,94 | 64,48 | 5,41 | 2,70 | 259      |
| Teixeira                | 51,67 | 42,50 | 3,33 | 1,67 | 120      |
| Vila Cova de Alva       | 40,06 | 49,42 | 4,39 | 1,75 | 342      |
| Arganil                 | 45,16 | 43,76 | 4,72 | 1,84 | 7 985    |

### Cantanhede
| Partido                 | Partido                        | Votos  | %               | +/-  |
| ----------------------- | ------------------------------ | ------ | --------------- | ---- |
|                         | Partido Social Democrata       | 9 297  | 45,73 / 100,00  | 1,95 |
|                         | Partido Socialista             | 8 060  | 39,64 / 100,00  | 0,59 |
|                         | Partido Popular                | 1 650  | 8,12 / 100,00   | 0,10 |
|                         | Coligação Democrática Unitária | 478    | 2,35 / 100,00   | 0,78 |
|                         | Bloco de Esquerda              | 210    | 1,03 / 100,00   | Novo |
|                         | Outros                         | 227    | 1,11 / 100,00   |      |
| Votos Inválidos         | Votos Inválidos                | 410    | 2,02 / 100,00   | 0,22 |
| Total                   | Total                          | 20 332 | 100,00 / 100,00 |      |
| Eleitorado/Participação | Eleitorado/Participação        | 33 092 | 61,44 / 100,00  | 0,86 |

| Freguesia          | %     | %     | %     | %     | %    | Votantes |
| Freguesia          | PSD   | PS    | PP    | CDU   | BE   | Votantes |
| ------------------ | ----- | ----- | ----- | ----- | ---- | -------- |
| Ançã               | 22,51 | 57,57 | 4,52  | 10,38 | 1,00 | 1 195    |
| Bolho              | 44,23 | 45,77 | 5,58  | 1,35  | 0    | 520      |
| Cadima             | 49,35 | 37,34 | 9,52  | 1,06  | 0,19 | 1 607    |
| Camarneira         | 63,51 | 24,85 | 7,30  | 0,79  | 0,20 | 507      |
| Cantanhede         | 39,11 | 45,86 | 7,24  | 2,58  | 1,97 | 3 759    |
| Cordinhã           | 38,16 | 51,53 | 4,99  | 0,97  | 0,81 | 621      |
| Corticeiro de Cima | 55,34 | 30,94 | 7,19  | 1,96  | 1,09 | 459      |
| Covões             | 71,47 | 15,13 | 9,80  | 1,01  | 0,36 | 1 388    |
| Febres             | 57,80 | 28,20 | 9,26  | 0,88  | 0,52 | 1 922    |
| Murtede            | 38,52 | 48,77 | 4,20  | 4,32  | 1,23 | 810      |
| Ourentã            | 46,70 | 39,45 | 6,73  | 2,37  | 0,66 | 758      |
| Outil              | 32,59 | 50,09 | 6,52  | 4,80  | 1,20 | 583      |
| Pocariça           | 30,80 | 58,18 | 4,32  | 2,08  | 2,68 | 672      |
| Portunhos          | 27,92 | 59,69 | 6,81  | 2,44  | 1,22 | 573      |
| Sanguinheira       | 50,00 | 34,00 | 9,94  | 1,79  | 0,60 | 1 006    |
| São Caetano        | 58,86 | 28,83 | 7,21  | 1,65  | 1,05 | 666      |
| Sepins             | 49,56 | 35,82 | 8,04  | 1,61  | 1,32 | 684      |
| Tocha              | 42,71 | 38,70 | 13,50 | 1,56  | 1,04 | 2 119    |
| Vilamar            | 53,21 | 31,47 | 9,73  | 0,21  | 0,83 | 483      |
| Cantanhede         | 45,73 | 39,64 | 8,12  | 2,35  | 1,03 | 20 332   |

### Coimbra
| Partido                 | Partido                        | Votos   | %               | +/-  |
| ----------------------- | ------------------------------ | ------- | --------------- | ---- |
|                         | Partido Socialista             | 37 844  | 47,40 / 100,00  | 4,41 |
|                         | Partido Social Democrata       | 23 510  | 29,45 / 100,00  | 1,99 |
|                         | Coligação Democrática Unitária | 7 841   | 9,82 / 100,00   | 1,40 |
|                         | Partido Popular                | 5 058   | 6,34 / 100,00   | 1,80 |
|                         | Bloco de Esquerda              | 2 777   | 3,48 / 100,00   | Novo |
|                         | Outros                         | 1 194   | 1,49 / 100,00   |      |
| Votos Inválidos         | Votos Inválidos                | 1 614   | 2,02 / 100,00   | 0,09 |
| Total                   | Total                          | 79 838  | 100,00 / 100,00 |      |
| Eleitorado/Participação | Eleitorado/Participação        | 127 285 | 62,72 / 100,00  | 6,64 |

| Freguesia                 | %     | %     | %     | %     | %    | Votantes |
| Freguesia                 | PS    | PSD   | CDU   | PP    | BE   | Votantes |
| ------------------------- | ----- | ----- | ----- | ----- | ---- | -------- |
| Almalaguês                | 52,85 | 31,86 | 6,71  | 4,64  | 1,55 | 1 877    |
| Ameal                     | 57,41 | 18,32 | 13,89 | 4,67  | 1,17 | 857      |
| Antanhol                  | 51,48 | 29,42 | 7,27  | 6,26  | 2,45 | 1 183    |
| Antuzede                  | 60,28 | 19,91 | 10,56 | 4,72  | 1,11 | 1 080    |
| Arzila                    | 62,01 | 16,87 | 13,63 | 3,58  | 1,36 | 587      |
| Assafarge                 | 52,31 | 26,61 | 9,56  | 4,94  | 3,21 | 1 214    |
| Botão                     | 63,50 | 22,62 | 5,79  | 3,17  | 0,66 | 915      |
| Brasfemes                 | 61,40 | 20,06 | 8,21  | 4,26  | 1,93 | 987      |
| Castelo Viegas            | 52,64 | 23,86 | 11,51 | 5,88  | 2,16 | 834      |
| Ceira                     | 51,70 | 28,00 | 8,90  | 5,77  | 1,83 | 2 236    |
| Cernache                  | 56,10 | 25,44 | 7,92  | 4,82  | 1,97 | 2 032    |
| Coimbra - Almedina        | 35,37 | 34,65 | 15,75 | 7,22  | 4,37 | 984      |
| Coimbra - Santa Cruz      | 45,28 | 30,83 | 9,70  | 7,18  | 3,61 | 4 651    |
| Coimbra - São Bartolomeu  | 43,78 | 31,35 | 11,90 | 6,08  | 3,44 | 756      |
| Coimbra - Sé Nova         | 32,36 | 39,18 | 8,54  | 10,46 | 6,04 | 5 278    |
| Eiras                     | 47,03 | 27,72 | 12,17 | 6,48  | 3,31 | 5 800    |
| Lamarosa                  | 44,52 | 39,50 | 7,00  | 4,85  | 0,18 | 557      |
| Ribeira de Frades         | 63,79 | 18,97 | 9,52  | 3,20  | 1,89 | 1 218    |
| Santa Clara               | 44,84 | 31,32 | 10,14 | 6,35  | 3,64 | 5 555    |
| Santo António dos Olivais | 40,51 | 34,14 | 8,97  | 7,52  | 5,44 | 21 634   |
| São João do Campo         | 53,60 | 17,10 | 19,69 | 5,57  | 0,58 | 1 041    |
| São Martinho de Árvore    | 55,56 | 26,21 | 9,22  | 4,19  | 1,68 | 477      |
| São Martinho do Bispo     | 53,49 | 26,58 | 8,87  | 4,84  | 2,57 | 7 418    |
| São Paulo de Frades       | 55,82 | 22,38 | 10,08 | 5,52  | 1,95 | 2 610    |
| São Silvestre             | 58,25 | 20,99 | 9,97  | 5,77  | 1,95 | 1 334    |
| Souselas                  | 51,46 | 26,71 | 14,14 | 3,82  | 1,12 | 1 782    |
| Taveiro                   | 59,52 | 20,43 | 9,52  | 5,08  | 0,65 | 1 082    |
| Torre de Vilela           | 53,44 | 27,87 | 8,47  | 4,59  | 1,41 | 567      |
| Torres do Mondego         | 52,88 | 23,84 | 14,25 | 3,27  | 1,60 | 1 439    |
| Trouxemil                 | 55,68 | 21,00 | 11,35 | 5,54  | 2,05 | 1 462    |
| Vil de Matos              | 54,73 | 29,41 | 5,63  | 4,86  | 1,28 | 391      |
| Coimbra                   | 47,40 | 29,45 | 9,82  | 6,34  | 3,48 | 79 838   |

### Condeixa-a-Nova
| Partido                 | Partido                        | Votos  | %               | +/-  |
| ----------------------- | ------------------------------ | ------ | --------------- | ---- |
|                         | Partido Socialista             | 3 636  | 52,87 / 100,00  | 1,60 |
|                         | Partido Social Democrata       | 2 055  | 29,88 / 100,00  | 0,07 |
|                         | Coligação Democrática Unitária | 528    | 7,68 / 100,00   | 1,21 |
|                         | Partido Popular                | 281    | 4,09 / 100,00   | 0,92 |
|                         | Bloco de Esquerda              | 102    | 1,48 / 100,00   | Novo |
|                         | Outros                         | 118    | 1,71 / 100,00   |      |
| Votos Inválidos         | Votos Inválidos                | 157    | 2,29 / 100,00   | 0,06 |
| Total                   | Total                          | 6 877  | 100,00 / 100,00 |      |
| Eleitorado/Participação | Eleitorado/Participação        | 10 896 | 63,11 / 100,00  | 6,67 |

| Freguesia        | %     | %     | %     | %    | %    | Votantes |
| Freguesia        | PS    | PSD   | CDU   | PP   | BE   | Votantes |
| ---------------- | ----- | ----- | ----- | ---- | ---- | -------- |
| Anobra           | 71,45 | 11,27 | 8,73  | 3,09 | 0    | 550      |
| Belide           | 65,80 | 22,28 | 3,63  | 3,63 | 2,07 | 193      |
| Bem da Fé        | 51,22 | 20,73 | 21,95 | 0    | 0    | 82       |
| Condeixa-a-Nova  | 46,82 | 30,28 | 11,79 | 4,47 | 3,12 | 1 476    |
| Condeixa-a-Velha | 51,51 | 31,74 | 6,45  | 5,44 | 1,34 | 1 194    |
| Ega              | 51,12 | 36,10 | 3,37  | 3,72 | 1,05 | 1 424    |
| Furadouro        | 48,18 | 41,61 | 2,92  | 2,19 | 1,46 | 137      |
| Sebal            | 55,83 | 23,41 | 12,08 | 4,03 | 0,74 | 944      |
| Vila Seca        | 55,03 | 31,69 | 4,77  | 3,24 | 1,70 | 587      |
| Zambujal         | 42,76 | 44,48 | 3,45  | 4,48 | 0,69 | 290      |
| Condeixa-a-Nova  | 52,87 | 29,88 | 7,68  | 4,09 | 1,48 | 6 877    |

### Figueira da Foz
| Partido                 | Partido                        | Votos  | %               | +/-  |
| ----------------------- | ------------------------------ | ------ | --------------- | ---- |
|                         | Partido Socialista             | 15 085 | 46,61 / 100,00  | 4,53 |
|                         | Partido Social Democrata       | 11 674 | 36,07 / 100,00  | 5,88 |
|                         | Coligação Democrática Unitária | 2 119  | 6,55 / 100,00   | 0,34 |
|                         | Partido Popular                | 1 685  | 5,21 / 100,00   | 2,60 |
|                         | Bloco de Esquerda              | 554    | 1,71 / 100,00   | Novo |
|                         | Outros                         | 515    | 1,59 / 100,00   |      |
| Votos Inválidos         | Votos Inválidos                | 730    | 2,26 / 100,00   | 0,21 |
| Total                   | Total                          | 32 362 | 100,00 / 100,00 |      |
| Eleitorado/Participação | Eleitorado/Participação        | 55 016 | 58,82 / 100,00  | 4,99 |

| Freguesia                     | %     | %     | %     | %    | %    | Votantes |
| Freguesia                     | PS    | PSD   | CDU   | PP   | BE   | Votantes |
| ----------------------------- | ----- | ----- | ----- | ---- | ---- | -------- |
| Alhadas                       | 53,61 | 28,15 | 7,69  | 4,48 | 1,37 | 2 121    |
| Alqueidão                     | 50,47 | 36,70 | 3,34  | 4,55 | 0,81 | 989      |
| Bom Sucesso                   | 40,19 | 49,31 | 1,48  | 5,09 | 0,53 | 943      |
| Borda do Campo                | 40,57 | 45,45 | 3,37  | 4,55 | 0,84 | 594      |
| Brenha                        | 47,17 | 38,21 | 4,75  | 5,67 | 1,10 | 547      |
| Buarcos                       | 48,36 | 33,96 | 6,49  | 5,84 | 1,84 | 3 869    |
| Ferreira-a-Nova               | 49,21 | 38,81 | 0,97  | 5,80 | 0,48 | 827      |
| Lavos                         | 44,00 | 40,98 | 4,93  | 4,59 | 0,88 | 2 050    |
| Maiorca                       | 57,48 | 24,63 | 7,10  | 5,50 | 0,84 | 1 437    |
| Marinha das Ondas             | 53,97 | 35,77 | 2,09  | 2,86 | 0,70 | 1 434    |
| Moinhos da Gândara            | 44,60 | 45,14 | 1,64  | 3,56 | 0,82 | 731      |
| Paião                         | 41,25 | 44,14 | 3,05  | 5,53 | 1,07 | 1 212    |
| Quiaios                       | 52,48 | 33,76 | 4,46  | 4,14 | 1,27 | 1 570    |
| Santana                       | 51,62 | 40,99 | 1,69  | 3,11 | 0,78 | 771      |
| São Julião da Figueira da Foz | 38,97 | 40,77 | 7,62  | 6,29 | 3,29 | 6 983    |
| São Pedro                     | 53,87 | 30,92 | 6,13  | 4,45 | 1,18 | 1 190    |
| Tavarede                      | 43,52 | 34,99 | 9,03  | 5,51 | 2,37 | 3 378    |
| Vila Verde                    | 53,09 | 18,65 | 19,17 | 5,30 | 0,99 | 1 716    |
| Figueira da Foz               | 46,61 | 36,07 | 6,55  | 5,21 | 1,71 | 32 362   |

### Góis
| Partido                 | Partido                        | Votos | %               | +/-  |
| ----------------------- | ------------------------------ | ----- | --------------- | ---- |
|                         | Partido Socialista             | 1 595 | 53,92 / 100,00  | 3,34 |
|                         | Partido Social Democrata       | 1 047 | 35,40 / 100,00  | 5,68 |
|                         | Partido Popular                | 99    | 3,35 / 100,00   | 0,17 |
|                         | Coligação Democrática Unitária | 43    | 1,45 / 100,00   | 0,60 |
|                         | Outros                         | 75    | 2,54 / 100,00   |      |
| Votos Inválidos         | Votos Inválidos                | 99    | 3,34 / 100,00   | 0,86 |
| Total                   | Total                          | 2 958 | 100,00 / 100,00 |      |
| Eleitorado/Participação | Eleitorado/Participação        | 4 578 | 64,61 / 100,00  | 0,86 |

| Freguesia          | %     | %     | %    | %    | Votantes |
| Freguesia          | PS    | PSD   | PP   | CDU  | Votantes |
| ------------------ | ----- | ----- | ---- | ---- | -------- |
| Alvares            | 42,16 | 48,25 | 2,89 | 1,67 | 657      |
| Cadafaz            | 42,58 | 48,80 | 2,39 | 2,87 | 209      |
| Colmeal            | 66,67 | 26,54 | 2,47 | 1,23 | 162      |
| Góis               | 60,58 | 28,43 | 4,16 | 1,56 | 1 347    |
| Vila Nova do Ceira | 52,32 | 34,65 | 2,57 | 0,51 | 583      |
| Góis               | 53,92 | 35,40 | 3,35 | 1,45 | 2 958    |

### Lousã
| Partido                 | Partido                        | Votos  | %               | +/-  |
| ----------------------- | ------------------------------ | ------ | --------------- | ---- |
|                         | Partido Socialista             | 4 423  | 55,89 / 100,00  | 0,84 |
|                         | Partido Social Democrata       | 2 282  | 28,83 / 100,00  | 2,40 |
|                         | Partido Popular                | 491    | 6,20 / 100,00   | 0,17 |
|                         | Coligação Democrática Unitária | 285    | 3,60 / 100,00   | 0,86 |
|                         | Bloco de Esquerda              | 119    | 1,50 / 100,00   | Novo |
|                         | Outros                         | 108    | 1,36 / 100,00   |      |
| Votos Inválidos         | Votos Inválidos                | 206    | 2,60 / 100,00   | 0,57 |
| Total                   | Total                          | 7 914  | 100,00 / 100,00 |      |
| Eleitorado/Participação | Eleitorado/Participação        | 11 919 | 66,40 / 100,00  | 2,82 |

| Freguesia      | %     | %     | %    | %    | %    | Votantes |
| Freguesia      | PS    | PSD   | PP   | CDU  | BE   | Votantes |
| -------------- | ----- | ----- | ---- | ---- | ---- | -------- |
| Casal de Ermio | 52,97 | 31,19 | 4,46 | 7,92 | 1,49 | 202      |
| Foz de Arouce  | 46,88 | 40,32 | 6,56 | 2,72 | 0,64 | 625      |
| Lousã          | 59,57 | 25,15 | 5,24 | 3,92 | 1,85 | 5 081    |
| Serpins        | 50,36 | 34,09 | 9,12 | 1,97 | 1,24 | 965      |
| Vilarinho      | 48,99 | 34,58 | 8,36 | 3,27 | 0,58 | 1 041    |
| Lousã          | 55,89 | 28,83 | 6,20 | 3,60 | 1,50 | 7 914    |

### Mira
| Partido                 | Partido                        | Votos  | %               | +/-  |
| ----------------------- | ------------------------------ | ------ | --------------- | ---- |
|                         | Partido Social Democrata       | 3 059  | 43,84 / 100,00  | 2,70 |
|                         | Partido Socialista             | 2 964  | 42,48 / 100,00  | 4,85 |
|                         | Partido Popular                | 499    | 7,15 / 100,00   | 0,08 |
|                         | Coligação Democrática Unitária | 141    | 2,02 / 100,00   | 0,66 |
|                         | Bloco de Esquerda              | 86     | 1,23 / 100,00   | Novo |
|                         | Outros                         | 80     | 1,15 / 100,00   |      |
| Votos Inválidos         | Votos Inválidos                | 148    | 2,12 / 100,00   | 0,39 |
| Total                   | Total                          | 6 977  | 100,00 / 100,00 |      |
| Eleitorado/Participação | Eleitorado/Participação        | 11 727 | 59,50 / 100,00  | 4,91 |

| Freguesia     | %     | %     | %     | %    | %    | Votantes |
| Freguesia     | PSD   | PS    | PP    | CDU  | BE   | Votantes |
| ------------- | ----- | ----- | ----- | ---- | ---- | -------- |
| Carapelhos    | 74,66 | 17,15 | 6,24  | 0,39 | 0,78 | 513      |
| Mira          | 44,49 | 41,39 | 7,18  | 2,20 | 1,37 | 4 320    |
| Praia de Mira | 22,42 | 65,01 | 5,31  | 2,65 | 1,33 | 1 432    |
| Seixo         | 60,81 | 22,05 | 11,38 | 0,84 | 0,56 | 712      |
| Mira          | 43,84 | 42,48 | 7,15  | 2,02 | 1,23 | 6 977    |

### Miranda do Corvo
| Partido                 | Partido                        | Votos  | %               | +/-  |
| ----------------------- | ------------------------------ | ------ | --------------- | ---- |
|                         | Partido Socialista             | 3 556  | 53,67 / 100,00  | 1,23 |
|                         | Partido Social Democrata       | 2 241  | 33,82 / 100,00  | 1,17 |
|                         | Coligação Democrática Unitária | 269    | 4,06 / 100,00   | 2,05 |
|                         | Partido Popular                | 255    | 3,85 / 100,00   | 0,07 |
|                         | Bloco de Esquerda              | 71     | 1,07 / 100,00   | Novo |
|                         | Outros                         | 110    | 1,67 / 100,00   |      |
| Votos Inválidos         | Votos Inválidos                | 124    | 1,87 / 100,00   | 0,65 |
| Total                   | Total                          | 6 626  | 100,00 / 100,00 |      |
| Eleitorado/Participação | Eleitorado/Participação        | 10 316 | 64,23 / 100,00  | 2,77 |

| Freguesia        | %     | %     | %    | %    | %    | Votantes |
| Freguesia        | PS    | PSD   | CDU  | PP   | BE   | Votantes |
| ---------------- | ----- | ----- | ---- | ---- | ---- | -------- |
| Lamas            | 55,18 | 35,78 | 2,82 | 1,88 | 0,94 | 531      |
| Miranda do Corvo | 54,56 | 31,79 | 5,38 | 3,79 | 1,14 | 3 347    |
| Rio Vide         | 54,18 | 33,62 | 2,96 | 3,14 | 1,39 | 574      |
| Semide           | 51,61 | 35,59 | 3,08 | 4,90 | 1,12 | 1 430    |
| Vila Nova        | 52,15 | 38,31 | 1,75 | 4,03 | 0,54 | 744      |
| Miranda do Corvo | 53,67 | 33,82 | 4,06 | 3,85 | 1,07 | 6 626    |

### Montemor-o-Velho
| Partido                 | Partido                        | Votos  | %               | +/-  |
| ----------------------- | ------------------------------ | ------ | --------------- | ---- |
|                         | Partido Socialista             | 6 566  | 53,40 / 100,00  | 2,11 |
|                         | Partido Social Democrata       | 3 371  | 27,42 / 100,00  | 1,78 |
|                         | Coligação Democrática Unitária | 900    | 7,32 / 100,00   | 2,06 |
|                         | Partido Popular                | 814    | 6,62 / 100,00   | 1,04 |
|                         | Bloco de Esquerda              | 132    | 1,07 / 100,00   | Novo |
|                         | Outros                         | 281    | 2,29 / 100,00   |      |
| Votos Inválidos         | Votos Inválidos                | 231    | 1,88 / 100,00   | 0,37 |
| Total                   | Total                          | 12 295 | 100,00 / 100,00 |      |
| Eleitorado/Participação | Eleitorado/Participação        | 21 918 | 56,10 / 100,00  | 6,43 |

| Freguesia          | %     | %     | %     | %     | %    | Votantes |
| Freguesia          | PS    | PSD   | CDU   | PP    | BE   | Votantes |
| ------------------ | ----- | ----- | ----- | ----- | ---- | -------- |
| Abrunheira         | 61,39 | 19,74 | 8,46  | 4,77  | 0,65 | 461      |
| Arazede            | 47,12 | 37,89 | 3,81  | 7,10  | 0,49 | 2 676    |
| Carapinheira       | 48,37 | 26,44 | 7,91  | 11,31 | 1,39 | 1 441    |
| Ereira             | 70,24 | 10,07 | 9,85  | 3,94  | 0,44 | 457      |
| Gatões             | 57,82 | 26,84 | 1,47  | 8,85  | 1,47 | 339      |
| Liceia             | 45,38 | 31,92 | 8,46  | 7,69  | 0,38 | 520      |
| Meãs do Campo      | 55,18 | 30,69 | 3,77  | 6,73  | 0,27 | 743      |
| Montemor-o-Velho   | 52,91 | 24,16 | 10,51 | 5,83  | 2,76 | 1 304    |
| Pereira            | 62,85 | 17,03 | 10,46 | 3,97  | 1,46 | 1 233    |
| Santo Varão        | 62,83 | 14,37 | 16,65 | 2,28  | 1,48 | 877      |
| Seixo de Gatões    | 43,90 | 37,02 | 5,31  | 7,46  | 0,72 | 697      |
| Tentúgal           | 53,22 | 32,21 | 2,75  | 7,50  | 0,11 | 947      |
| Verride            | 51,56 | 25,00 | 10,42 | 5,99  | 2,34 | 384      |
| Vila Nova da Barca | 63,89 | 20,37 | 3,70  | 4,63  | 1,39 | 216      |
| Montemor-o-Velho   | 53,40 | 27,42 | 7,32  | 6,62  | 1,07 | 12 295   |

### Oliveira do Hospital
| Partido                 | Partido                        | Votos  | %               | +/-  |
| ----------------------- | ------------------------------ | ------ | --------------- | ---- |
|                         | Partido Socialista             | 5 342  | 44,06 / 100,00  | 3,63 |
|                         | Partido Social Democrata       | 5 246  | 43,27 / 100,00  | 2,46 |
|                         | Partido Popular                | 864    | 7,13 / 100,00   | 1,73 |
|                         | Coligação Democrática Unitária | 199    | 1,64 / 100,00   | 0,79 |
|                         | Outros                         | 242    | 2,00 / 100,00   |      |
| Votos Inválidos         | Votos Inválidos                | 231    | 1,91 / 100,00   | 0,55 |
| Total                   | Total                          | 12 124 | 100,00 / 100,00 |      |
| Eleitorado/Participação | Eleitorado/Participação        | 19 135 | 63,36 / 100,00  | 5,10 |

| Freguesia              | %     | %     | %     | %     | Votantes |
| Freguesia              | PS    | PSD   | PP    | CDU   | Votantes |
| ---------------------- | ----- | ----- | ----- | ----- | -------- |
| Aldeia das Dez         | 31,30 | 48,20 | 12,47 | 1,66  | 361      |
| Alvoco das Várzeas     | 73,43 | 19,93 | 2,45  | 0,70  | 286      |
| Avô                    | 42,62 | 43,34 | 6,78  | 0,73  | 413      |
| Bobadela               | 42,99 | 43,23 | 7,84  | 1,19  | 421      |
| Ervedal                | 54,06 | 34,46 | 5,05  | 1,84  | 653      |
| Lagares da Beira       | 53,71 | 36,09 | 6,20  | 0,73  | 823      |
| Lagos da Beira         | 53,76 | 38,90 | 4,04  | 1,10  | 545      |
| Lajeosa                | 67,65 | 24,71 | 2,35  | 1,76  | 340      |
| Lourosa                | 34,79 | 53,87 | 6,96  | 1,03  | 388      |
| Meruge                 | 43,15 | 39,10 | 6,97  | 5,39  | 445      |
| Nogueira do Cravo      | 40,54 | 47,94 | 7,32  | 1,32  | 1 216    |
| Oliveira do Hospital   | 41,20 | 42,40 | 11,27 | 1,10  | 2 085    |
| Penalva de Alva        | 52,23 | 39,45 | 3,54  | 1,54  | 649      |
| Santa Ovaia            | 35,62 | 55,94 | 6,33  | 0,53  | 379      |
| São Gião               | 28,09 | 59,02 | 5,93  | 1,55  | 388      |
| São Paio de Gramaços   | 46,22 | 43,13 | 4,98  | 2,06  | 582      |
| São Sebastião da Feira | 27,81 | 58,94 | 9,93  | 0     | 151      |
| Seixo da Beira         | 31,75 | 57,06 | 6,08  | 0,97  | 822      |
| Travanca de Lagos      | 51,28 | 39,06 | 5,43  | 0,90  | 663      |
| Vila Franca da Beira   | 25,93 | 44,14 | 14,20 | 12,04 | 324      |
| Vila Pouca da Beira    | 45,26 | 41,05 | 4,74  | 1,58  | 190      |
| Oliveira do Hospital   | 44,06 | 43,27 | 7,13  | 1,64  | 12 124   |

### Pampilhosa da Serra
| Partido                 | Partido                        | Votos | %               | +/-  |
| ----------------------- | ------------------------------ | ----- | --------------- | ---- |
|                         | Partido Social Democrata       | 1 654 | 49,95 / 100,00  | 3,12 |
|                         | Partido Socialista             | 1 386 | 41,86 / 100,00  | 3,37 |
|                         | Partido Popular                | 95    | 2,87 / 100,00   | 0,64 |
|                         | Coligação Democrática Unitária | 49    | 1,48 / 100,00   | 0,80 |
|                         | Outros                         | 64    | 1,92 / 100,00   |      |
| Votos Inválidos         | Votos Inválidos                | 63    | 1,91 / 100,00   | 0,04 |
| Total                   | Total                          | 3 311 | 100,00 / 100,00 |      |
| Eleitorado/Participação | Eleitorado/Participação        | 5 374 | 61,61 / 100,00  | 0,56 |

| Freguesia           | %     | %     | %    | %    | Votantes |
| Freguesia           | PSD   | PS    | PP   | CDU  | Votantes |
| ------------------- | ----- | ----- | ---- | ---- | -------- |
| Cabril              | 60,43 | 31,06 | 2,55 | 2,13 | 235      |
| Dornelas do Zêzere  | 34,12 | 56,24 | 2,82 | 3,53 | 425      |
| Fajão               | 76,15 | 16,51 | 3,67 | 0,46 | 218      |
| Janeiro de Baixo    | 43,05 | 49,55 | 3,14 | 1,35 | 446      |
| Machio              | 37,23 | 58,39 | 1,46 | 1,46 | 137      |
| Pampilhosa da Serra | 47,68 | 43,27 | 3,81 | 1,19 | 839      |
| Pessegueiro         | 56,35 | 37,30 | 1,59 | 1,59 | 126      |
| Portela do Fojo     | 57,05 | 35,90 | 0,32 | 0,96 | 312      |
| Unhais-o-Velho      | 55,01 | 36,46 | 2,99 | 1,07 | 469      |
| Vidual              | 49,04 | 42,31 | 3,85 | 0    | 104      |
| Pampilhosa da Serra | 49,95 | 41,86 | 2,87 | 1,48 | 3 311    |

### Penacova
| Partido                 | Partido                        | Votos  | %               | +/-  |
| ----------------------- | ------------------------------ | ------ | --------------- | ---- |
|                         | Partido Socialista             | 3 795  | 43,69 / 100,00  | 0,76 |
|                         | Partido Social Democrata       | 3 772  | 43,42 / 100,00  | 1,39 |
|                         | Partido Popular                | 457    | 5,26 / 100,00   | 0,44 |
|                         | Coligação Democrática Unitária | 345    | 3,97 / 100,00   | 1,51 |
|                         | Outros                         | 148    | 1,70 / 100,00   |      |
| Votos Inválidos         | Votos Inválidos                | 170    | 1,96 / 100,00   | 0,48 |
| Total                   | Total                          | 8 687  | 100,00 / 100,00 |      |
| Eleitorado/Participação | Eleitorado/Participação        | 14 283 | 60,82 / 100,00  | 4,03 |

| Freguesia           | %     | %     | %     | %     | Votantes |
| Freguesia           | PS    | PSD   | PP    | CDU   | Votantes |
| ------------------- | ----- | ----- | ----- | ----- | -------- |
| Carvalho            | 34,16 | 57,18 | 3,96  | 1,73  | 404      |
| Figueira de Lorvão  | 47,62 | 42,86 | 4,55  | 2,06  | 1 407    |
| Friúmes             | 41,09 | 46,79 | 6,41  | 1,90  | 421      |
| Lorvão              | 47,25 | 37,09 | 4,75  | 6,62  | 2 146    |
| Oliveira do Mondego | 41,88 | 32,76 | 9,12  | 10,83 | 351      |
| Paradela            | 37,99 | 48,60 | 5,59  | 3,35  | 179      |
| Penacova            | 46,53 | 41,18 | 4,52  | 4,04  | 1 904    |
| São Paio do Mondego | 25,27 | 59,34 | 12,09 | 0     | 182      |
| São Pedro de Alva   | 35,12 | 52,89 | 6,51  | 1,96  | 968      |
| Sazes do Lorvão     | 42,92 | 46,46 | 4,79  | 2,92  | 480      |
| Travanca do Mondego | 43,67 | 47,35 | 4,90  | 2,04  | 245      |
| Penacova            | 43,69 | 43,42 | 5,26  | 3,97  | 8 687    |

### Penela
| Partido                 | Partido                        | Votos | %               | +/-  |
| ----------------------- | ------------------------------ | ----- | --------------- | ---- |
|                         | Partido Social Democrata       | 1 849 | 51,58 / 100,00  | 3,19 |
|                         | Partido Socialista             | 1 334 | 37,21 / 100,00  | 2,12 |
|                         | Partido Popular                | 158   | 4,41 / 100,00   | 0,79 |
|                         | Coligação Democrática Unitária | 64    | 1,79 / 100,00   | 0,73 |
|                         | Outros                         | 85    | 2,36 / 100,00   |      |
| Votos Inválidos         | Votos Inválidos                | 95    | 2,65 / 100,00   | 0,85 |
| Total                   | Total                          | 3 585 | 100,00 / 100,00 |      |
| Eleitorado/Participação | Eleitorado/Participação        | 5 823 | 61,57 / 100,00  | 2,81 |

| Freguesia              | %     | %     | %    | %    | Votantes |
| Freguesia              | PSD   | PS    | PP   | CDU  | Votantes |
| ---------------------- | ----- | ----- | ---- | ---- | -------- |
| Cumeeira               | 57,88 | 32,85 | 3,31 | 0,79 | 755      |
| Espinhal               | 47,23 | 42,22 | 4,47 | 0,72 | 559      |
| Penela (Santa Eufémia) | 53,20 | 34,50 | 5,67 | 2,05 | 829      |
| Penela (São Miguel)    | 53,00 | 35,19 | 4,83 | 2,58 | 932      |
| Podentes               | 44,86 | 41,78 | 4,11 | 2,74 | 292      |
| Rabaçal                | 37,61 | 52,29 | 1,83 | 2,29 | 218      |
| Penela                 | 51,58 | 37,21 | 4,41 | 1,79 | 3 585    |

### Soure
| Partido                 | Partido                        | Votos  | %               | +/-  |
| ----------------------- | ------------------------------ | ------ | --------------- | ---- |
|                         | Partido Socialista             | 6 467  | 57,00 / 100,00  | 0,57 |
|                         | Partido Social Democrata       | 3 120  | 27,50 / 100,00  | 1,39 |
|                         | Coligação Democrática Unitária | 630    | 5,55 / 100,00   | 1,60 |
|                         | Partido Popular                | 541    | 4,77 / 100,00   | 0,38 |
|                         | Bloco de Esquerda              | 136    | 1,20 / 100,00   | Novo |
|                         | Outros                         | 181    | 1,59 / 100,00   |      |
| Votos Inválidos         | Votos Inválidos                | 271    | 2,39 / 100,00   | 0,75 |
| Total                   | Total                          | 11 346 | 100,00 / 100,00 |      |
| Eleitorado/Participação | Eleitorado/Participação        | 18 828 | 60,26 / 100,00  | 3,68 |

| Freguesia          | %     | %     | %     | %    | %    | Votantes |
| Freguesia          | PS    | PSD   | CDU   | PP   | BE   | Votantes |
| ------------------ | ----- | ----- | ----- | ---- | ---- | -------- |
| Alfarelos          | 62,79 | 16,59 | 12,56 | 2,88 | 1,27 | 868      |
| Brunhós            | 41,67 | 45,83 | 3,47  | 3,47 | 0,69 | 144      |
| Degracias          | 32,73 | 53,64 | 1,52  | 7,88 | 0    | 330      |
| Figueiró do Campo  | 61,92 | 15,89 | 10,15 | 6,29 | 1,43 | 906      |
| Gesteira           | 63,70 | 23,43 | 3,47  | 4,46 | 1,16 | 606      |
| Granja do Ulmeiro  | 64,23 | 17,65 | 7,50  | 4,84 | 2,75 | 1 054    |
| Pombalinho         | 35,56 | 53,52 | 0,93  | 5,37 | 0,19 | 540      |
| Samuel             | 64,41 | 21,64 | 4,69  | 4,17 | 0,78 | 767      |
| Soure              | 57,48 | 28,39 | 4,42  | 4,58 | 1,12 | 4 297    |
| Tapéus             | 28,29 | 58,57 | 10,36 | 0,40 | 0,40 | 251      |
| Vila Nova de Anços | 61,66 | 20,60 | 8,68  | 2,36 | 1,12 | 806      |
| Vinha da Rainha    | 52,25 | 35,14 | 2,19  | 6,05 | 1,29 | 777      |
| Soure              | 57,00 | 27,50 | 5,55  | 4,77 | 1,20 | 11 346   |

### Tábua
| Partido                 | Partido                        | Votos  | %               | +/-  |
| ----------------------- | ------------------------------ | ------ | --------------- | ---- |
|                         | Partido Socialista             | 2 945  | 44,33 / 100,00  | 4,23 |
|                         | Partido Social Democrata       | 2 819  | 42,43 / 100,00  | 5,80 |
|                         | Partido Popular                | 447    | 6,73 / 100,00   | 0,74 |
|                         | Coligação Democrática Unitária | 124    | 1,87 / 100,00   | 0,56 |
|                         | Outros                         | 160    | 2,42 / 100,00   |      |
| Votos Inválidos         | Votos Inválidos                | 149    | 2,24 / 100,00   | 0,29 |
| Total                   | Total                          | 6 644  | 100,00 / 100,00 |      |
| Eleitorado/Participação | Eleitorado/Participação        | 10 633 | 62,48 / 100,00  | 4,38 |

| Freguesia                | %     | %     | %     | %    | Votantes |
| Freguesia                | PS    | PSD   | PP    | CDU  | Votantes |
| ------------------------ | ----- | ----- | ----- | ---- | -------- |
| Ázere                    | 48,71 | 36,24 | 3,76  | 3,76 | 425      |
| Candosa                  | 49,32 | 44,32 | 3,18  | 0,91 | 440      |
| Carapinha                | 26,27 | 53,46 | 17,51 | 0    | 217      |
| Covas                    | 39,09 | 45,82 | 6,00  | 2,36 | 550      |
| Covelo                   | 15,70 | 74,42 | 6,40  | 0,58 | 172      |
| Espariz                  | 39,90 | 50,48 | 7,45  | 0,24 | 416      |
| Meda de Mouros           | 24,56 | 63,74 | 5,85  | 0,58 | 171      |
| Midões                   | 51,46 | 35,83 | 5,34  | 2,23 | 1 030    |
| Mouronho                 | 29,84 | 56,13 | 8,10  | 1,38 | 506      |
| Pinheiro de Coja         | 52,05 | 32,42 | 11,42 | 0,46 | 219      |
| Póvoa de Midões          | 61,17 | 28,88 | 3,64  | 1,21 | 412      |
| São João da Boa Vista    | 57,28 | 30,10 | 6,47  | 2,27 | 309      |
| Sinde                    | 45,19 | 44,87 | 3,53  | 2,24 | 312      |
| Tábua                    | 45,92 | 38,72 | 7,92  | 2,45 | 1 263    |
| Vila Nova de Oliveirinha | 34,16 | 44,55 | 13,37 | 3,47 | 202      |
| Tábua                    | 44,33 | 42,43 | 6,73  | 1,87 | 6 644    |

### Vila Nova de Poiares
| Partido                 | Partido                        | Votos | %               | +/-  |
| ----------------------- | ------------------------------ | ----- | --------------- | ---- |
|                         | Partido Socialista             | 1 464 | 43,28 / 100,00  | 1,26 |
|                         | Partido Social Democrata       | 1 423 | 42,06 / 100,00  | 1,14 |
|                         | Partido Popular                | 219   | 6,47 / 100,00   | 0,39 |
|                         | Coligação Democrática Unitária | 96    | 2,84 / 100,00   | 0,91 |
|                         | Outros                         | 73    | 2,17 / 100,00   |      |
| Votos Inválidos         | Votos Inválidos                | 108   | 3,19 / 100,00   | 0,41 |
| Total                   | Total                          | 3 383 | 100,00 / 100,00 |      |
| Eleitorado/Participação | Eleitorado/Participação        | 5 693 | 59,42 / 100,00  | 5,42 |

| Freguesia             | %     | %     | %    | %    | Votantes |
| Freguesia             | PS    | PSD   | PP   | CDU  | Votantes |
| --------------------- | ----- | ----- | ---- | ---- | -------- |
| Arrifana              | 35,54 | 52,12 | 4,49 | 1,50 | 802      |
| Lavegadas             | 42,63 | 46,32 | 4,21 | 2,63 | 190      |
| Poiares (Santo André) | 44,83 | 39,20 | 7,38 | 3,33 | 1 653    |
| São Miguel de Poiares | 48,37 | 36,45 | 7,18 | 3,25 | 738      |
| Vila Nova de Poiares  | 43,28 | 42,06 | 6,47 | 2,84 | 3 383    |